# Mattia Sbragia
Mattia Sbragia (ur. 17 kwietnia 1952 w Rzymie) – włoski aktor filmowy. W filmie Mela Gibsona Pasja (2004) wystąpił jako Józef Kajfasz. Grał także na scenie w sztukach Burza, Orestes, Faust i Iliada.

## Wybrana filmografia

### Filmy fabularne
- 1974: Nipoti Miei Diletti jako Giovannino
- 1978: Ritratto di borghesia in nero jako Edoardo Mazzarini
- 1981: Dama kameliowa
- 1986: Sprawa Moro (Il caso Moro) jako brygadzista
- 1989: Historia o chłopcach i dziewczętach (Storia di ragazzi e di ragazze) jako Agusto
- 1989: Wesołych Świąt Bożego Narodzenia... Szczęśliwego Nowego Roku (Buon Natale... Buon anno) jako Giorgio
- 1991: Rok pod znakiem karabinu jako Giovanni
- 1993: Abraham (TV) jako  Mamre
- 1994: Tylko ty jako pilot Alitalia
- 1999: Excellent Cadavers jako sędzia Quinzi
- 2000: Złota jako Duke
- 2000: Historia miłosna (Canone Inverso – making love) jako Maestro Weigel
- 2000: Józef z Nazaretu jako astrolog
- 2000: Christie Malry's Own Double-Entry jako Leonardo
- 2002: Niebo jako major Pini
- 2002: L'Zio d'America jako Andrea
- 2003: Zjadacz grzechów jako biskup
- 2004: Pasja (The Passion of the Christ) jako Kajfasz
- 2004: Ocean’s Twelve: Dogrywka jako komisarz Giordano
- 2005: Undercover jako Camposanto
- 2005: De Gasperi, l'uomo della speranza jako ojciec Lombardi
- 2008: Dzika krew (Sanguepazzo) jako Alfiero Corazza
- 2014: Cudowny młodzieniec (Il giovane favoloso) jako Barone De Corbis

### Seriale TV
- 1997–2001: Un Prete tra noi jako  adwokat Mattia Silvestri
- 1998: Hrabia Monte Christo jako Luigi Vampa
- 2009: Komisarz Rex jako Michele Salbatani
- 2011: Agent pod przykryciem jako włoski szef
- 2012: Komisarz Rex jako Alberto Mantegna
- 2016: Młody papież jako biskup Belluno
- 2016: Franciszek (Francesco) jako Pelagio